# Rudolf Buchbinder
Rudolf Buchbinder (né le 1er décembre 1946 à Litoměřice, Tchécoslovaquie) est un pianiste classique autrichien, né en Bohême.
En 1947 sa famille, d'origine allemande, s'est établie à Vienne. 

## Carrière
Buchbinder a étudié avec Bruno Seidlhofer à l'Académie de musique et des arts du spectacle de Vienne.
En 1965 il a fait une tournée en Amérique. En 1966 il gagne un prix spécial au Concours international de piano Van-Cliburn. Il a ensuite fait des tournées mondiales avec l'Orchestre philharmonique de Vienne en tant que soliste.
Il a aussi enseigné à l'Académie de musique de la ville de Bâle (de)

## Enregistrements
Pour le label Teldec il a enregistré l'intégrale de la musique pour clavier de Haydn, toutes les œuvres majeures pour piano de Mozart, l'intégrale des sonates et des variations pour piano de Beethoven, et les deux concertos pour piano de Brahms avec Harnoncourt et l'Orchestre royal du Concertgebouw de Amsterdam. Il est un des rares pianistes à avoir enregistré l'intégralité des Variations Diabelli, incluant la deuxième partie (50 variations des compositeurs autres que Beethoven).
Il est titulaire du Grand prix du Disque en 1976 pour un enregistrement de Haydn.